# Primaz do Brasil

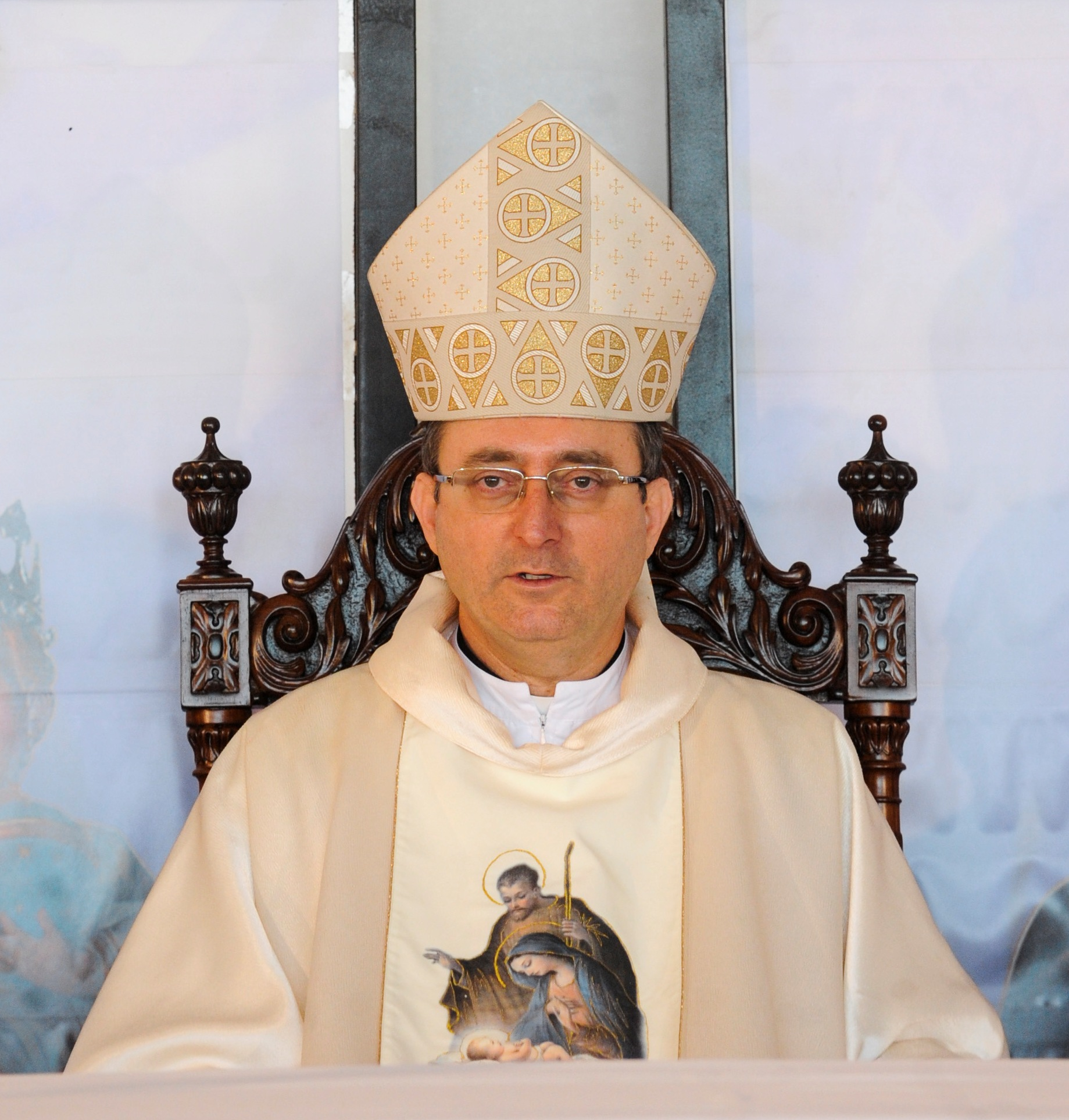
Dom Sérgio Cardeal da Rocha, Arcebispo de São Salvador da Bahia, atual Primaz do Brasil.

Primaz do Brasil é um título honorífico pertencente ao Arcebispo de São Salvador da Bahia que, deste modo, se designa Arcebispo Primaz do Brasil. Desde 16 de novembro de 1676, quando o Papa Inocêncio XI, pela bula Inter Pastoralis Officii Curas, elevou a diocese a arquidiocese e criou a sufragânea Diocese de São Sebastião do Rio de Janeiro, este título é outorgado ao Prelado de Salvador, por esta ser a diocese mais antiga do Brasil.